# Orogenesi della Terra Australis

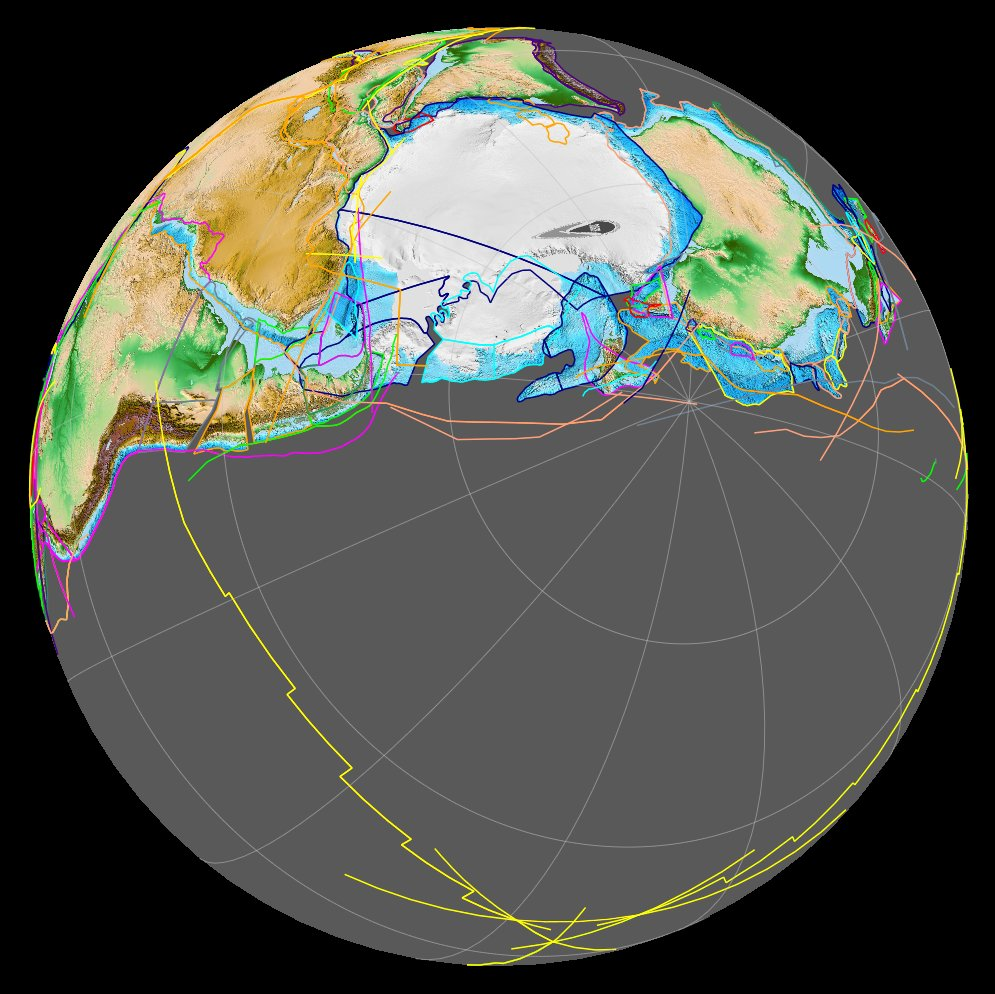
L'orogenesi della Terra Australis all'incirca 180 milioni di anni fa attraversava il Polo Sud (al centro), fiancheggiata dalle dorsali delle placche Phoenix-Farallon (a sinistra) e Phoenix-Izanagi (a destra). La placca pacifica (triangolo in basso) si era appena formata.

L'Orogenesi della Terra Australis (in lingua inglese: Terra Australis Orogen e abbreviato in TAO) è un processo orogenetico che fu attivo nel margine meridionale dell'antico supercontinente Gondwana e che si estese dal Sud America fino all'Australia Orientale e comprese regioni che attualmente si trovano in Sud Africa, Antartide Occidentale, Nuova Zelanda e Terra della Regina Vittoria nell'Antartide Orientale.

## Caratteristiche
L'orogene della Terra Australis si sviluppò nel corso del Neoproterozoico e del Paleozoico. Il declino dell'attività orogenetica nel tardo Paleozoico è collegato alla formazione del supercontinente Pangea. L'orogenesi non terminò in seguito ad una collisione continentale e fu seguita dall'orogenesi gondwaniana.
Con una lunghezza di circa 18.000 km e una larghezza fino a 1.600 km, l'orogene della Terra Australis fu uno dei più lunghi e attivi margini continentali nella storia della Terra, con una formazione iniziatasi al tempo della fratturazione del supercontinente neoproterozoico Rodinia.
L'orogenesi evolse attraverso una serie di bacini estensionali di retro arco separati da eventi compressionali quando la crosta oceanica subducente restò bloccata nel margine della Gondwana.
Quando Gondwana si fu amalgamata nel Paleozoico inferiore durante l'orogenesi Pan-Africana, la TAO si propagò lungo il margine meridionale del supercontinente che si affacciava sulla Panthalassa e l'Oceano Giapeto. L'orogenesi della Terra Australis terminò tra 300 e 230 milioni di anni fa con l'orogenesi gondwaniana. Quest'ultima assieme ad altre orogenesi più recenti coprono la maggior parte del margine al di fuori della costa della TAO; anche il margine interno è quasi completamente coperto da depositi più recenti e da ghiaccio ma rimane esposto in Australia lungo la Torrens Hinge Line o orogenesi Delamariana. Uno degli estremi della TAO era una serie di terrane (Avalonia–Carolina–Cadomia) che furono strappati dal margine occidentale della Gondwana e aggiunti alla Laurentia nel tardo Paleozoico, mentre l'altro estremo probabilmente si estese oltre l'Australia fino alla Nuova Guinea.
Nel 1937 il geologo sudafricano Alexander du Toit propose l'orogenesi Samfrau come evidenza dell'esistenza della Gondwana. La sua concezione includeva le orogenesi della Gondwana occidentale e orogenesi che ora sono considerate come eventi separati, ma escludeva quelle della Gondwana orientale.